# 멧모기하목
멧모기하목(Blephariceromorpha)은 긴뿔파리아목에 속하는 하목 분류군의 하나이다. 3개 과로 이루어져 있으며, 빨리 흐르는 고산 지대의 개울에서 유충이 발견된다. 주로 화석 자료에 기초한 최근 분류는 이 분류군을 크게 2개의 하목 분류군으로 분리하고 님포미아과(Nymphomyiidae)는 자신만을 포함하는 아목으로 분류하지만, 아직 널리 인정받지 못하고 있다.

## 하위 분류
- 멧모기상과 (Blephariceroidea)
  - 멧모기과 (Blephariceridae)
  - 어리멧모기과 (Deuterophlebiidae)
- 님포미아상과 (Nymphomyioidea)
  - 님포미아과 (Nymphomyiidae)